# Віллі Бартоломе
Віллі Бартоломе (нім. Willi Bartholomae, 31 січня 1885 — 20 століття) — німецький академічний веслувальник.
Бронзовий призер Олімпійських Ігор 1912 року в складі вісімки.